# Waidhofen an der Thaya-Land
Waidhofen an der Thaya-Land – gmina w Austrii, w kraju związkowym Dolna Austria, w powiecie Waidhofen an der Thaya. Według Austriackiego Urzędu Statystycznego liczyła 1 216 mieszkańców (1 stycznia 2014).